# Jugendsingkreis Derschlag
Der Jugendsingkreis Derschlag war ein christlicher Chor unter der Leitung von Johannes Haas, der in den 1960er Jahren in Deutschland vor allem in evangelikalen Kreisen bekannt wurde.

## Geschichte
Als Musikproduzent für das christliche Musiklabel Frohe Botschaft im Lied des Buch- und Schallplattenverlags Hermann Schulte in Wetzlar sowie Chorleiter des überregionalen Jugend-für-Christus-Chores, formierte Johannes Haas mit dem Jugendsingkreis Derschlag ein kleineres Ensemble um sich, das durch seine intensive Aufnahmearbeit sowie sein spezielles Repertoire, von fast ausschließlich US-amerikanischen Evangeliumsliedern bald bekannt wurde. Die teils vom Chorleiter selbst ins Deutsche übersetzten Lieder sprachen vor allem eine evangelikale Hörerschaft an und bildete mit weiteren Künstlern seines Musiklabels in den ersten Jahren des christlichen Radiosender Evangeliums-Rundfunk dessen knappe Musikbibliothek. Die daraus resultierende permanente Rundfunkpräsenz in der gesamten deutschsprachigen Welt bis nach Südamerika verschaffte dem Chor internationale Bekanntheit. Aus den Mitsängern des Jugendsingkreises Derschlag wurden später Doris Loh und Ulrich Brück als Solisten bekannt.
Seit 2005 erleben die Originalaufnahmen des Jugendsingkreis Derschlag aus den 1960er Jahren in der Sendung Unvergessen – Lieder, die bleiben des ERF ein nunmehr über Jahre hinweg erfolgreiches Comeback. Neben der Rundfunkpräsenz gab der Verlag Gerth Medien inzwischen elf Folgen unter gleichem Titel mit nostalgischen Aufnahmen unter anderem des Jugendsingkreises Derschlag heraus.

## Diskografie

### Singles
- Ich weiß einen Strom / Wenn die Sternlein abends blinken
- Komm, eh der letzte Tag versinkt (Es eilt die Zeit) / So wie ich bin
- Wenn Friede mit Gott / Sag, warum noch warten, mein Bruder (Männerquartett)
- Ich brauch dich allezeit / Ich bin getaucht in den Lebensstrom - Gestern, heute und für immer - Wend den Blick nur auf Jesus
- In des Ölbergs Garten kniet er / Welch Glück ist’s erlöst zu sein
- All deine Lasten und Sorgen schwer / Es hat mich hienieden getroffen
- Sicher in Jesu Armen
- Ich werde kein Fremdling dort sein (Es gibt eine Heimat im himmlischen Licht) / Wenn ich den Wandrer frage
- Der Heiland am Kreuz (Den Heiland man grausam ans Kreuz einst schlug) / Mein Jesus, ich lieb dich
- In die Heimat möcht ich ziehn (Nach der Heimat reiner Stille)
- Alles will ich Jesu weihen
- Du bist des Lebens wahre Quelle
- Ein Tagwerk für den Heiland
- Näher, mein Gott, zu dir
- Wenn mich nur mein Jesus liebt
- Bring mich höher auf die Berge / Mach mich reiner / Wend den Blick nur auf Jesus
- Kraft für den Tag (Wenn der Sterne Lichtgeflimmer) / Die Sach ist dein, Herr Jesu Christ
- Treff ich dich wohl bei der Quelle / Jesu Name nie verklinget
- Stille Nacht, heilige Nacht / Es ist ein Ros entsprungen
- Brich an, du schönes Morgenlicht
- Ding, dong, fröhlich alle Zeit
- Jetzt ists wieder Weihnachtszeit
- Uns ist ein Kindlein heut geborn / Es ist ein Ros entsprungen
- Die Zeit flieht hin
- Gebet für den Tag (Mit Freuden und Dank) / Ich hab mein Wort gegeben
- Sternengruß (Wenn der Sterne Wunderreigen)

### Sampler
Auf folgenden Kompilationsprodukten des heutigen Verlags Gerth Medien sind neben weiteren zeitgenössischen Künstlern Titel des Jugendsingkreises Derschlag digitalisiert und remastered erschienen.
| Jahr | Titel                                  | Verlag       |
| ---- | -------------------------------------- | ------------ |
| 1994 | Ja, damals                             | Gerth Medien |
| 1994 | Ja, damals 02                          | Gerth Medien |
| 1995 | Ja, damals 03: Renate Lüsse            | Gerth Medien |
| 1995 | Ja, damals 04: Weihnachten             | Gerth Medien |
| 1996 | Ja, damals 05                          | Gerth Medien |
| 1997 | Ja, damals 08: Renate Lüsse 02         | Gerth Medien |
| 1997 | Ja, damals 09                          | Gerth Medien |
| 1999 | Ja, damals 12                          | Gerth Medien |
| 2005 | Unvergessen – Lieder, die bleiben      | Gerth Medien |
| 2006 | Unvergessen 02 – Lieder, die bleiben   | Gerth Medien |
| 2007 | Unvergessen 03 – Lieder, die bleiben   | Gerth Medien |
| 2007 | Unvergessen 05 – Lieder zu Weihnachten | Gerth Medien |
| 2008 | Unvergessen 06 – Lieder zu Weihnachten | Gerth Medien |
| 2010 | Unvergessen 07 – Lieder, die bleiben   | Gerth Medien |
| 2011 | Unvergessen 09 – Lieder, die bleiben   | Gerth Medien |
| 2012 | Unvergessen 10 – Lieder, die bleiben   | Gerth Medien |
| 2013 | Unvergessen 11 – Lieder, die bleiben   | Gerth Medien |